# Харсієс I (жрець Птаха)
Харсієс I (*д/н — 1017 до н. е.) — давньоєгипетський діяч XXI династія, верховний жрець Птаха у Мемфісі за володарювання фараона Псусеннеса I.

## Життєпис
Походив зі жрецького роду Птахемхата IV. Син Піпі I, верховного жерця Птаха. Про його діяльність відомо замало. У 1027 році до н. е. після смерті батька стає новим верховним жерцем.
За правління Псусеннеса I очолив знать Нижнього Єгипту, яка протистояла намаганням фараона посилити вплив фіванської династії. Зумів зберегти значення свого роду та впливовість мемфіського жрецтва, що протистояло амбіціям жерців Амону. Помер у 1017 році до н. е. Йому спадкував брат Піпі II.